# Casar de Palomero
Casar de Palomero é um município da Espanha na província
de Cáceres,
comunidade autónoma da Estremadura. Tem 36,9 km² de área e em 2021 tinha 1 059 habitantes (densidade: 28,7 hab./km²).

## Demografia
| Variação demográfica do município entre 1991 e 2004 [carece de fontes?] | Variação demográfica do município entre 1991 e 2004 [carece de fontes?] | Variação demográfica do município entre 1991 e 2004 [carece de fontes?] | Variação demográfica do município entre 1991 e 2004 [carece de fontes?] |
| ----------------------------------------------------------------------- | ----------------------------------------------------------------------- | ----------------------------------------------------------------------- | ----------------------------------------------------------------------- |
| 1991                                                                    | 1996                                                                    | 2001                                                                    | 2004                                                                    |
| 1492                                                                    | 1411                                                                    | 1343                                                                    | 1277                                                                    |